# 友情 (フォーリーブスの曲)
「友情」（ゆうじょう）は、1974年11月1日にCBS・ソニー（現：ソニー・ミュージックレーベルズ）から発売されたフォーリーブスの25枚目のシングルである。

## 収録曲
両曲共に作詞：千家和也　作曲：都倉俊一　編曲：東海林修
1. 友情
2. 青春の絆